# Fubon Guardians
Fubon Guardians (Kinesiska: 富邦悍將) är ett professionellt basebollag som spelar i Chinese Professional Baseball League i Taiwan. Laget ägs av Fubon Financial Holding Co. och spelar sina matcher i Xinzhuang Baseball Stadium i New Taipei City.